# Gran Premio de Montevideo
El Gran Premio de Montevideo es una carrera de automovilismo de velocidad que se disputa en un circuito callejero en la ciudad de Montevideo, Uruguay.
La carrera se disputó por primera vez en 1947 sobre la rambla Sur, organizada por la Asociación Uruguaya de Volantes, con la participación de los principales pilotos de monoplazas de Uruguay y Argentina. Juan Manuel Fangio triunfó en la carrera final de Fuerza Libre Mecánica Rioplatense, mientras que Oscar Gálvez ganó la carrera de Fórmula Libre. La segunda edición se realizó en 1984 y la tercera en 1986, también realizada por la AUVO, pero las canteras del Parque Rodó como parte de los Campeonatos Nacionales de Pista.
La cuarta edición, celebrada en 2001, se desarrolló a lo largo de dos fines de semana. La primera parte se disputó el 17 y 18 de noviembre, y corrieron el Superturismo uruguayo y tres categorías argentinas: el Top Race, el Gran Turismo Americano y el GT 2000. La segunda parte, en la que participaron todas las categorías de los Campeonatos Nacionales de Pista, debió ser aplazada del 10 y 11 de noviembre al 25 de ese mes debido a una fuerte tormenta.
El 5 y 6 de marzo de 2005, las canteras del Parque Rodó recibieron al Campeonato Uruguayo de Karting, en un triángulo de 530 metros de extensión entre la Rambla Presidente Wilson y la Avenida Juan A. Cachón. La carrera se reeditó el 22 y 23 de octubre de ese año, esta vez con 30 metros adicionales, pero no se disputó en 2006. La edición 2007 se celebró el 20 y 21 de octubre de 2007, y la 2008 estaba prevista para el 18 y 19 de octubre pero finalmente no se llevó a cabo.
En mayo de 2008, la Asociación Uruguaya de Volantes envió una delegación a Argentina para negociar una fecha en Parque Rodó para la temporada 2009 de la Top Race. Ya que una de las calles del trazado de 2001 se convirtió en una plaza que presenta un desnivel, esta nueva edición estaría forzada a utilizar otro recorrido. Sin embargo, este proyecto no prosperó.
En 2017 y 2018, el Campeonato Uruguayo de Karting volvió a disputar el Gran Premio de Montevideo, en este caso en un circuito en el Parque Batlle. La edición 2020 se suspendió el día anterior debido a la pandemia de COVID-19.

## Ganadores
| Año  | Fecha                | Clases           | Clases           | Clases          | Clases           | Clases                  | Clases                                  | Fuente            |
| ---- | -------------------- | ---------------- | ---------------- | --------------- | ---------------- | ----------------------- | --------------------------------------- | ----------------- |
| 1984 | 10 de junio          | Turismo Bimarca  | Turismo Bimarca  | Fórmula Renault | Fórmula Renault  | Fórmula Vee             | Fórmula Vee                             | [ 4 ]             |
| 1984 | 10 de junio          | Alberto Branda   | Alberto Branda   | Pedro Passadore | Pedro Passadore  | -                       | -                                       | [ 4 ]             |
| 1986 | 9 de noviembre       | Domingo de Vitta | Domingo de Vitta | Jorge Muraglia  | Jorge Muraglia   | Dante Sánchez           | Dante Sánchez                           | [ 5 ]             |
| 2001 | 17 y 18 de noviembre | Superturismo     | GT 2000          | Top Race (1)    | Top Race (2)     | GTA (1)                 | GTA (2)                                 | [ 6 ] [ 7 ] [ 8 ] |
| 2001 | 17 y 18 de noviembre | Daniel Fresnedo  | Christian Casco  | Diego Menéndez  | Carlos Boni      | Diego Aventín           | Diego Aventín                           | [ 6 ] [ 7 ] [ 8 ] |
| 2001 | 25 de noviembre      | Superturismo     | Turismo Libre    | Fórmula 4       | Fórmula 2        | Fórmula Vee             | Fórmula Vee                             | [ 9 ]             |
| 2001 | 25 de noviembre      | Diego Martínez   | Fernando Vaz     | Juan José Botta | Diego Inzaurraga | Sergio Farías           | Sergio Farías                           | [ 9 ]             |
| 2005 | 5 y 6 de marzo       | Cadetes          | Junior           | Master          | Senior           | Stock                   | Pro 400                                 | [ 10 ]            |
| 2005 | 5 y 6 de marzo       | Facundo Garese   | Nicolás Collazo  | Andrés Bango    | Fernando Guzzo   | Alejandro Borio         | González, Alfonso, Corallo y Mantegazza | [ 10 ]            |
| 2005 | 22 y 23 de octubre   | Cadetes          | Junior           | Master          | Senior           | Stock                   | Stock                                   | [ 11 ]            |
| 2005 | 22 y 23 de octubre   | Alberto Sanes    | Nicolás Collazo  | Andrés Horta    | Fernando Guzzo   | Gonzalo Salaverría      | Gonzalo Salaverría                      | [ 11 ]            |
| 2007 | 20 y 21 de octubre   | Cadetes          | Junior           | Master          | Senior           | Stock                   | Honda 125cc                             | [ 12 ]            |
| 2007 | 20 y 21 de octubre   | Alfonso Orihuela | Luis Bidart      | André Lafón     | Nicolás Alaggia  | María Victoria Insausti | Gabriel Francolino                      | [ 12 ]            |

## Galería

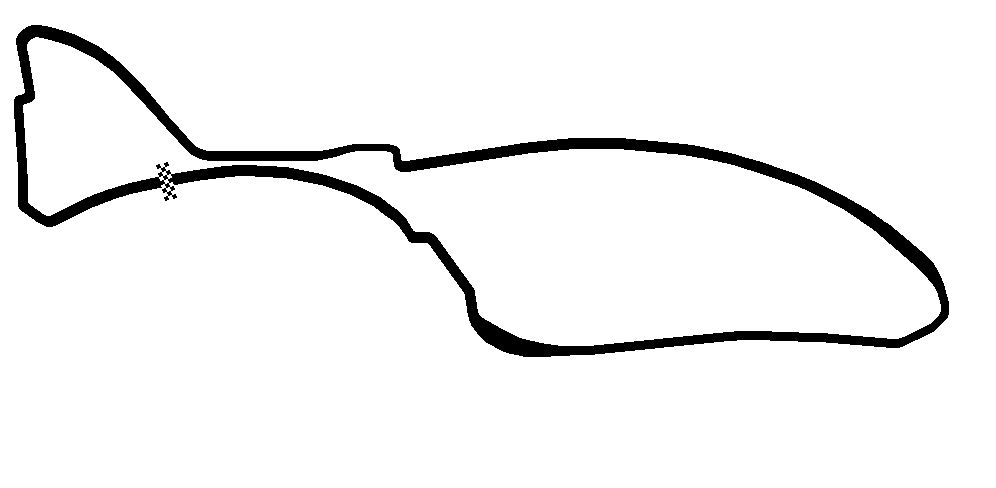
Mapa del circuito del Gran Premio de Montevideo de 2001.
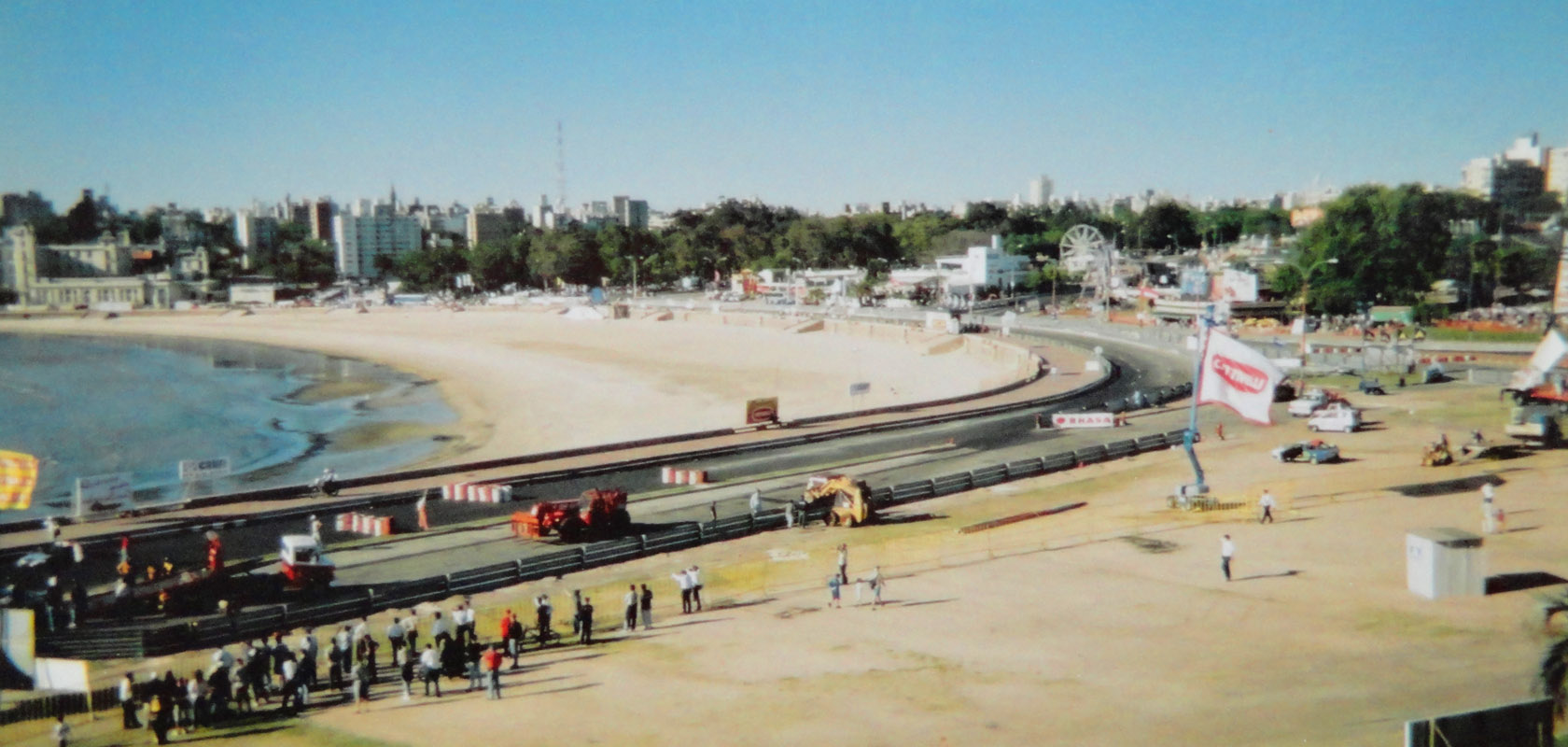
Panorámica de la Playa Ramírez durante el Gran Premio de Montevideo de 2001.